# بولشايا دجالغا (ستافروبول)
بولشايا دجالغا (بالروسية: Большая Джалга) هي مدينة في الكيان الفدرالي الروسي ستافروبول كراي في روسيا.